# 鞠 (姓)
鞠（きく）は、漢姓の一つ。

## 中国の姓
2020年の中華人民共和国の統計では人数順の上位100姓に入っておらず、台湾の2018年の統計では291番目に多い姓で、674人がいる。

### 著名な人物
- 鞠彭 - 東晋の人物
- 鞠萍 - 中華人民共和国の司会者
- 鞠楓 - 遼寧省大連市出身のプロサッカー選手。
- 鞠婧禕 - アイドル

## 朝鮮の姓
鞠（きく、クㇰ、クク、朝: 국）は、朝鮮人の姓の一つである。

### 著名な人物
- 鞠快男 - 韓国の国会議員。
- 鞠鍾男 - 韓国の国会議員。
- 鞠瑲根 - 韓国の国会議員。
- 鞠敏秀（朝鮮語版） - 大韓民国ソウル高等検察庁第45代検事長（在任期間：2013年12月24日～2015年2月2日）[3]
- 鞠海成 - 全羅北道群山市出身のプロ野球選手。
- 鞠蕙汀 - 韓国放送公社（KBS）所属のアナウンサー。

### 氏族
本貫は潭陽鞠氏が大宗である。始祖は高麗恭愍王の時の兵部尚書鞠周で、仁宗の時に宋の国から帰化して鞠氏を賜姓された。
| 氏族（地域） | 創始者                         | 人数（2015年） |
| ------------ | ------------------------------ | -------------- |
| 高山鞠氏     |                                | 208            |
| 槐山鞠氏     |                                | 8              |
| 金海鞠氏     |                                | 15             |
| 南陽鞠氏     |                                | 6              |
| 南原鞠氏     |                                | 8              |
| 丹陽鞠氏     |                                | 81             |
| 潭陽鞠氏     | 中国の宋朝の公卿大夫だった鞠周 | 19,089         |
| 大明鞠氏     |                                | 22             |
| 密陽鞠氏     |                                | 17             |
| 安養鞠氏     |                                | 5              |
| 霊光鞠氏     |                                | 11             |
| 温陽鞠氏     |                                | 12             |
| 殷城鞠氏     |                                | 5              |
| 宜寧鞠氏     |                                | 6              |
| 秋城鞠氏     |                                | 843            |
| 忠州鞠氏     |                                | 6              |
| 沢陽鞠氏     |                                | 53             |
| 漢陽鞠氏     |                                | 23             |
| 懐徳鞠氏     |                                | 27             |

### 人口と割合
1930年国勢調査当時全国に1,090世帯があったが、その中全北完州・益山・高敞一帯に454世帯、全南潭陽・谷城・長城一帯に残りが集団居住して90%が全南・全北に分布していた。
| 年度   | 人口     | 世帯数    | 順位        | 割合 |
| ------ | -------- | --------- | ----------- | ---- |
| 1960年 | 9,489人  |           | 258姓中91位 |      |
| 1985年 |          | 3,721世帯 | 258姓中94位 |      |
| 2000年 |          |           |             |      |
| 2015年 | 20,547人 |           |             |      |